# Austrocidaris pawsoni
Austrocidaris pawsoni är en sjöborreart som beskrevs av McKnight 1974. Austrocidaris pawsoni ingår i släktet Austrocidaris och familjen piggsvinssjöborrar. Inga underarter finns listade i Catalogue of Life.